# Slowdive (musikalbum)
Slowdive är det fjärde studioalbumet av det brittiska shoegazing-bandet Slowdive, utgivet den 5 maj 2017 på Dead Oceans. Det är bandets första release på 22 år. Albumets första singel, "Star Roving", gavs ut den 12 januari 2017.

## Låtlista
1. "Slomo" (Halstead, Savill, Goswell, Chaplin, Scott)  – 6:53
2. "Star Roving" (Halstead) – 5:39
3. "Don't Know Why" (Halstead) – 4:36
4. "Sugar for the Pill" (Halstead) – 4:31
5. "Everyone Knows" (Halstead) – 4:22
6. "No Longer Making Time" (Halstead) – 5:48
7. "Go Get It" (Halstead, Savill, Goswell, Chaplin, Scott) – 6:09
8. "Falling Ashes" (Halstead, Scott) – 8:00

| 9. | 30th June | 7:25 |

## Medverkande
Slowdive
- Neil Halstead – sång, gitarr, produktion
- Rachel Goswell – sång
- Christian Savill – gitarr
- Simon Scott – trummor, gitarr, elektronik
- Nick Chaplin – bas

Produktion och design
- Ljudtekniker - Ian Davenport, Duncan Chave, Martin Nichols, Gareth Stuart och Steve Clarke
- Mixad av Chris Cody
- Sarah Tudzin – assisterande mixning
- Mastering - Heba Kadry
- Vinylskärning - Josh Bonati
- Skivomslag designat av Harry Smith
- Art director - Ingrid Pop

## Listplaceringar
| Lista (2017)                     | Högsta position |
| -------------------------------- | --------------- |
| Storbritannien (UK Albums Chart) | 16              |